# 블록버스터

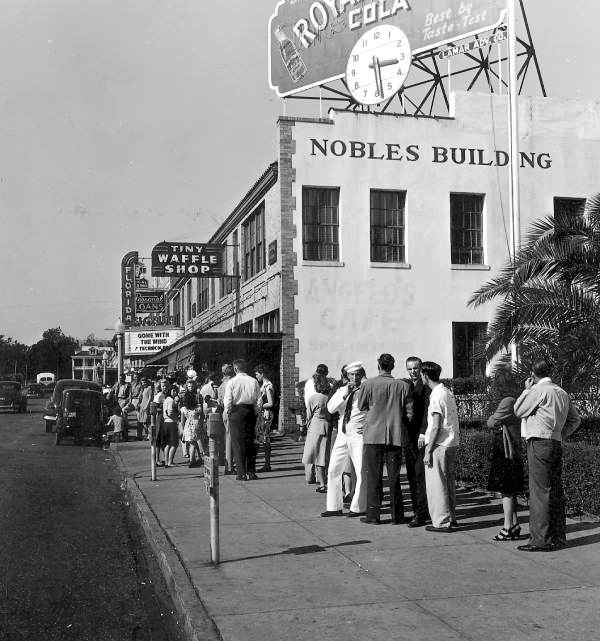
"바람과 함께 사라지다" 대기열 (1947년 플로리다주)

블록버스터(blockbuster)란 영화 매표 매출액이 4억 달러 이상 넘어간 영화들을 말한다. 혹은 제작 비용이 많이 들은 영화를 말하기도 한다. 대표적인 예를 들면 타이타닉 (1997년 영화), 스타워즈 에피소드 3,4,5,6 등을 들 수 있다. 블록버스터(blockbuster)의 뜻은 초대형 폭탄이란 뜻으로 세계 2차 대전에 영국 공군이 쓰던 4.5 톤의 거대한 폭탄의 이름이다. 그 후 헐리우드에서 대히트작들을 일컬을 때 블록버스터를 쓰기 시작했다. 그 이후로부터 블록버스터란 영화 중 대히트작 등을 말할 때 쓰이게 됐다.

## 같이 보기
- 박스오피스
- 박스오피스 봄
- 영화 매출 순위 목록
- 오스카 시즌
- 슬리퍼 히트
- 바벤하이머